# شبيث (القفر)

تعديل مصدري - تعديل

شبيث هي إحدى قرى عزلة بني سيف السافل بمديرية القفر التابعة لمحافظة إب، بلغ تعداد سكانها 624 نسمة حسب تعداد اليمن لعام 2004.